# Tamnava
Tamnava (în sârbă chirilică: Тамнава) este un râu din vestul Serbiei de 90 kilometri (56 mi) lungime, un afluent al râului Kolubara și, de asemenea, dă numele regiunii Tamnava din jur. 

## Origine
Tamnava provine din câteva pâraie mici de pe dealul Konjsko brdo (chirilică: Коњско брдо; dealul cailor) de pe versanții nordici ai muntelui Vlašić, în nord-vestul orașului Valjevo, la mai puțin de un kilometru distanță de sursa afluentului său principal, râul Ub. Tamnava trece pe lângă satul Miličinica, face o cotitură ascuțită spre nord-vest de-a lungul muntelui Vlašić, trece prin satul Donje Crniljevo și face o altă cotitură ascuțită, spre est, în jurul dealului Braznik (chirilică: Бразник), lângă satul Gradojević. În satul Kamenica, Tamnava face un cerc aproape complet (triunghiular, în acest caz), deoarece se află la doar un kilometru distanță de propria sursă mai îndepărtată. În acest loc, Tamnava devine granița de sud-est a regiunii Pocerina din vestul Serbiei.

## Regiunea Tamnava
Regiunea Tamnava începe pe măsură ce râul curge între satul Subotica și Koceljeva, un oraș mic și centru regional. Satele Tamnava, Novaci, Kalinovac, Trlić, Sovljak și Crvena Jabuka sunt situate pe cursul răului care este urmat de cursul afluentului, râul Ub de la izvorul său de pe muntele Vlasic. Râul Ub se întâlnește în sfârșit cu Tamnava lângă satul Šarbane. Râul curge apoi spre nord - est și după ce trece de satul Liso Polje se varsă în Kolubara, la sud de Obrenovac, o suburbie a Belgradului. 
Regiunea este joasă, alungită în direcția vest-est, cuprinzând și văile râurilor Ub și Kladnica. Face parte din câmpia sudică a Panoniei, adică unde se afla golful antic Kolubara din Marea Panonică (în Miocen). Regiunea este bogată în cărbune (minele de cărbune Tamnava), care face parte din vastul bazin de cărbune Kolubara. 
Tamnava drenează apele de pe o suprafață de 930 kilometri pătrați (360 mi2), aparține bazinului hidrografic al Mării Negre și nu este navigabil. Numele râului, Tamnava, în sârbă înseamnă râul întunecat. 

## Vezi și
- Ub, Serbia